# Portuguesa de Desportos
Associação Portuguesa de Desportos este un club de fotbal din São Paulo, Brazilia, uzual numit Portuguesa sau Lusa.

## Palmares
- Campeonato Brasileiro Série A runner-up: 1

1996
- Campeonato Brasileiro Série B: 1

2011
- São Paulo State Championship: 3

1935, 1936, 1973
- São Paulo State Championship Serie A2:2

2007, 2013
- Rio-São Paulo Tournament: 2

1952, 1955
- São Paulo Youth Cup (Copa São Paulo de Futebol Júnior): 2

1991, 2002
- Campeonato Brasileiro de Futebol Feminino: 1

1999-00
- Campeonato Paulista Feminino de Futebol: 2

1998, 2000

## Antrenori
| - Otto Glória (1973–75) - Candinho (1997–99) - Mário Zagallo (1999–00) - Candinho (2001–02) - Heriberto da Cunha (18 august 2003 – 19 noiembrie 2003) - Paulo Comelli (17 martie 2004 – 12 august 2004) - Alexandre Gallo (1 februarie 2005 – 21 martie 2005) - Giba (26 martie 2005 – 1 martie 2006) - Edinho (2 martie 2006 – 8 mai 2006) - Candinho (2006) - Vágner Benazzi (25 septembrie 2006 – 27 septembrie 2008) - Estevam Soares (24 august 2008 – 22 ianuarie 2009) - Mário Sérgio (23 ianuarie 2009 – 5 martie 2009) - Paulo Bonamigo (6 martie 2009 – 5 august 2009) - Renê Simões (11 august 2009 – 26 august 2009) - Vágner Benazzi (27 august 2009 – 15 aprilie 2010) | - Vadão (16 aprilie 2010 – 13 octombrie 2010) - Sérgio Guedes (14 octombrie 2010 – 20 februarie 2011) - Jorginho (21 februarie 2011 – 20 aprilie 2012) - Geninho (21 aprilie 2012 – 8 decembrie 2012) - Péricles Chamusca (13 decembrie 2012 – 15 aprilie 2013) - Edson Pimenta (15 aprilie 2013 – 29 iulie 2013) - Guto Ferreira (29 iulie 2013 – 3 februarie 2014) - Argel Fucks (3 februarie 2014 – 17 mai 2014) - Marcelo Veiga (21 mai 2014 – 30 iulie 2014) - Silas (31 iulie 2014 – 11 septembrie 2014) - Zé Augusto (caretaker, 11 septembrie 2014 – 15 septembrie 2014) - Vágner Benazzi (15 septembrie 2014 – 18 octombrie 2914) - Zé Augusto (caretaker, 18 octombrie 2014 – 30 noiembrie 2014) - Ailton Silva (15 decembrie 2014 – 6 aprilie 2015) - Júnior Lopes (21 aprilie 2015 – 29 iunie 2015) - Estevam Soares (30 iunie 2015 –) |

|}